# Aseri (obec)
Obec Aseri (estonsky Aseri vald) byla samosprávná obec v estonském kraji Ida-Virumaa. V roce 2017 byla sloučena s obcí Viru-Nagula v kraji Lääne-Virumaa. 

## Sídla
Na území zrušené obce žije přibližně 1 600 obyvatel, z toho téměř 90 % v městečku Aseri, které je administrativním centrem obce, a zbytek v 8 vesnicích Aseriaru, Kalvi, Kestla, Koogu, Kõrkküla, Kõrtsialuse, Oru a Rannu.